# Суперсолдат

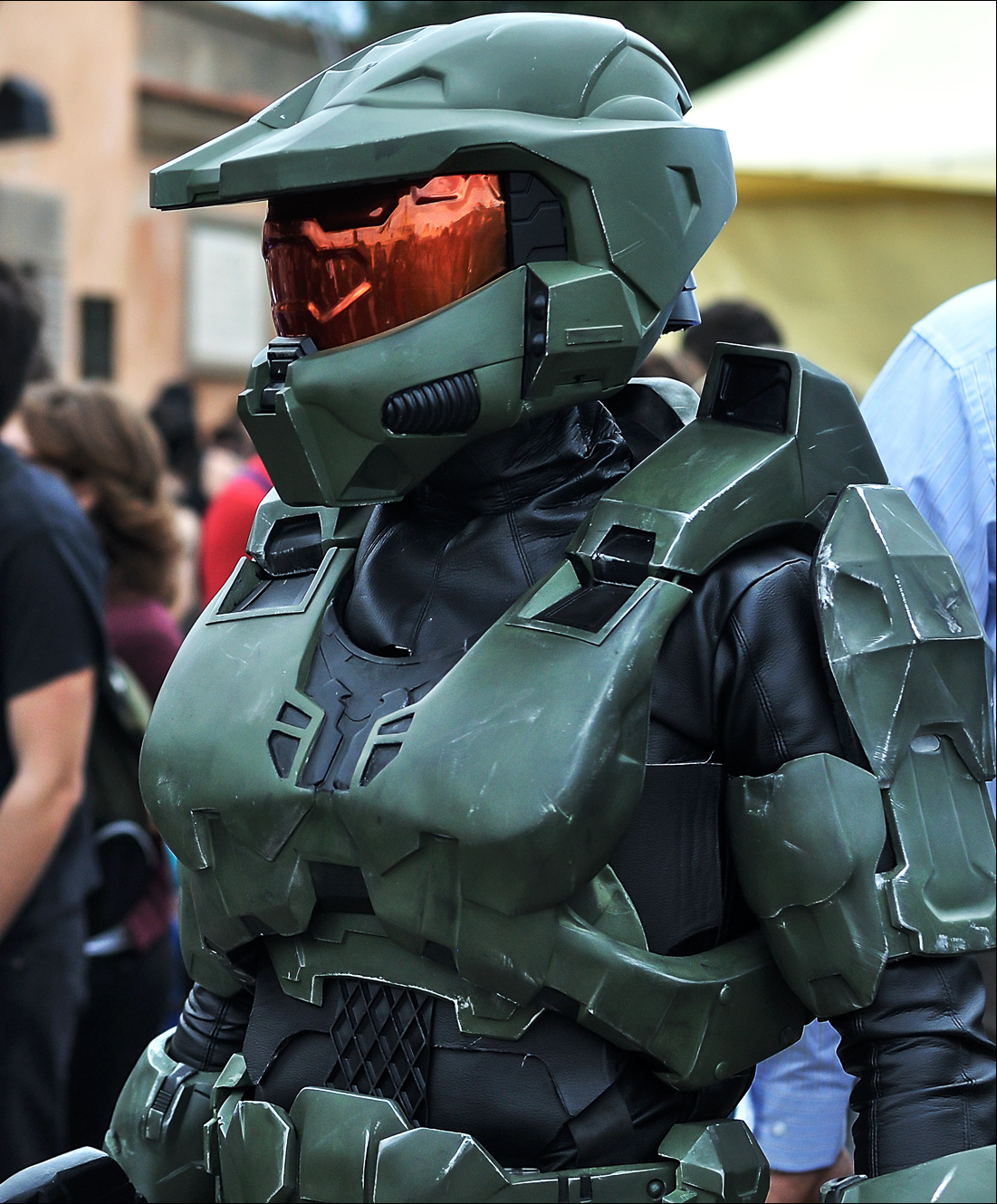
Суперсолдат із медіафраншизи Halo (косплей)

Суперсолда́т (англ. SuperSoldier) — науково-фантастичний термін, що позначає людей, котрим завдяки спеціальним технологіям надано значної переваги над простими людьми для ведення бойових дій. Концепція поширена у бойовій фантастиці, кінематографі та відеоіграх.
Суперсолдати переважно описуються як результати євгеніки, генної інженерії, кібернетичних імплантатів, наркотиків, промивання мізків, травматичних подій, екстремального режиму навчання чи інших наукових і псевдонаукових засобів. Іноді використовують паранормальні методи, такі як чорна магія або суміш технології та науки позаземного походження.

## Суперсолдати в масовій культурі

### Кінематограф
- У фільмі « Ультрафіолет» Вайолет є суперсолдатом.
- У серії фільмів «Оселя зла» суперсолдати —  Еліс і Альберт Вескер.

### Відеоігри
- Серія Halo — спецпризначенці «Спартанці», навчені з дитинства і поліпшені спеціальною терапією, оснащені спеціальними обладунками.
- Half-Life 2 — солдати, що служать в елітних підрозділах Збройних Сил Альянсу, вдосконалені імплантатами.
- Return to Castle Wolfenstein — жертви проекту Третього Рейху Ubersoldat, закуті в броню, в рази вищі, сильніші, витриваліші звичайної людини, але повільніші.
- Deus Ex — головний герой Джей-Сі Дентон — прототип проекту суперсолдата, поліпшеного за допомогою нанотехнологій. Протагоністи ігор започаткованої нею серії також є вдосконаленими імплантатами, протезами чи нанороботами бійцями.
- Psi-Ops — гра про людей, що володіють надздібностями і спеціально тренованих для війни і шпигунських операцій.
- Second Sight — сюжет нагадує попередній приклад. Лиходій вивчає дітей з незвичайними здібностями, щоб навчитися передавати їх своїм елітним солдатам.
- Final Fantasy VII і її компіляція — в армії мегакорпорації «Шин-Ра» є спеціальний підрозділ, що складається з генетично модифікованих бійців.
- Агент 47 в серії ігор  Hitman є суперсолдатом.

### Настільні ігри
- Warhammer 40 000. Космодесантники Адептус Астартес — змінені генетично і вдосконалені штучними органами бійці, оснащені найкращими зразками обладунків, зброї та бронетехніки, покликані боротися з найбільшими загрозами людству.

### Комікси
- Деякі персонажі коміксів отримали свої суперсили в результаті експериментів зі створення суперсолдатів. Серед цих персонажів: Капітан Америка,  Росомаха, Дедпул, Люк Кейдж, Зелений гоблін, Дезстроук, Бейн.
- Спаун — своєрідний суперсолдат пекельних сил.

## Реальні розробки
У книзі «Люди, які витріщились на кіз» (англ. The Men Who Stare at Goats) (2004) журналіст Джон Ронсон документально підтвердив, як американські військовики неодноразово намагалися навчити солдатів використовувати паранаукові бойові прийоми під час Холодної війни, експериментувати з тактикою New Age і психічними явищами, такими як астральна проєкція, «смертельний дотик» і телепатія проти різних радянських цілей. Книга надихнула також на створення військової комедії з однойменною назвою (2009) режисера Гранта Геслова, в головній ролі Джордж Клуні.
У 2012 році DARPA, як повідомлялося, розробляли дизайн екзоскелету та джерело живлення для нього з метою збільшення фізичної сили й витривалості солдатів.